# Безщиткові черепахи
Безщиткові черепахи (Dermochelyidae або Athecae) — родина черепах підряду Схованошиї черепахи. Інколи зараховують до підряду Морські черепахи. Має 10 родів, з яких 9 є вимерлими.

## Опис
Загальна довжина карапаксу представників цієї родини досягає 3 м, вага близько 1000 кг. Зазвичай ці черепахи мають близько 2 м при вазі більше за 700 кг. Мають велику голову. особливістю є будова панцира. Його не зв'язано зі скелетом, панцир складається з одинарного шару невеликих багатокутних пластинок, що щільно з'єднані між собою. Рогового панцира немає. Тіло черепах «одягнуто» шкірою, яка замолоду вкрита чисельними дрібними роговими щиточками, у віком стає рівною та гладенькою. Ця шкіра доволі товста, завдяки чому замінює панцир. Хребет й ребра не зрощені із панциром. Безпосередньо панцир має обтічну, серцеподібну форму. Наділені потужними ластоподібніми кінцівками.
Забарвлення шкіри голови, шиї та кінцівок, а також панцира бурого або коричневого забарвлення з різними відтінками.

## Спосіб життя
Полюбляють узбережжя морів та океанів. Практично усе життя проводять у воді, окрім часу відкладання яєць. Живляться рибою, молюсками, медузами, інколи водоростями.
Самиці відкладають до 85 яєць. Інкубаційний період триває до 70 діб.

## Розповсюдження
Мешкають в Атлантичному, Індійському та Тихому океанах.

## Роди
- Dermochelys
- †Cardiochelys
- †Corsochelys
- †Cosmochelys
- †Egyptemys
- †Eosphargis
- †Mesodermochelys
- †Miochelys
- †Protosphargis
- †Psephophorus

Класифікація за Hirayama and Tong in 2003.
- †Arabemys crassiscutata
- †Corsochelys haliniches
- †Eosphargis breineri
- †Mesodermochelys undulatus
- †Ocepechelon bouyai[3]
- Subfamily Dermochelyinae[4]
  - †Cosmochelys
  - Dermochelys coriacea — leatherback sea turtle[4]
  - †Psephophorus